# 神丘駅

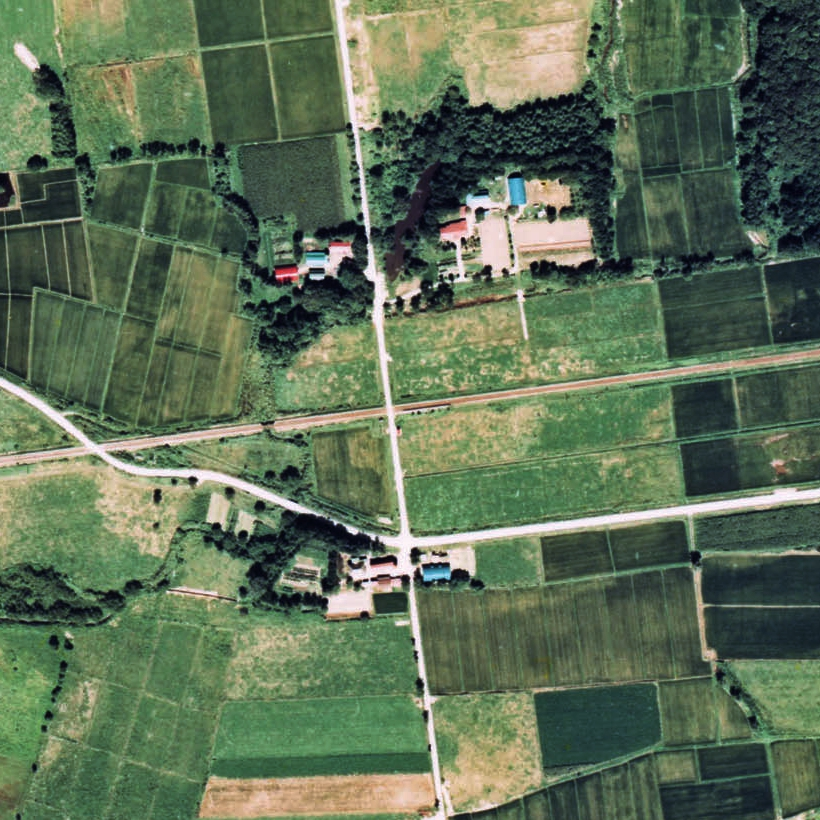
1976年の神丘駅と周囲約500m範囲。左が瀬棚方面。

神丘駅（かみおかえき）は、北海道瀬棚郡今金町字神丘にかつて設置されていた、日本国有鉄道（国鉄）瀬棚線の駅（廃駅）である。事務管理コードは▲141610。

## 歴史
- 1961年（昭和36年）4月1日 - 国有鉄道瀬棚線の今金駅 - 丹羽駅間に、無人駅として開業[2][3]。旅客のみ取扱い[4]。
- 1987年（昭和62年）3月16日 - 瀬棚線の全線廃止に伴い、廃駅となる[3]。

### 駅名の由来
所在地名より。「神のいる丘」の意から名づけられた。
1892年（明治25年）より埼玉県などから、キリスト教徒10名が入植・開拓した集落が近隣にあり、当初は地名も「インマヌエル」と称したが、1933年（昭和8年）に現在の「神丘」に改名を余儀なくされた。当地の開拓初期には荻野吟子の夫である志方之善が関わっている。

## 駅構造
廃止時点で、単式ホーム1面1線を有する地上駅であった。ホームは、線路の南側（瀬棚方面に向かって左手側）に存在した。瀬棚方がスロープになっており、道路に連絡した。
開業時からの無人駅であった。駅舎は存在せず、地元住人が建築した小さな待合室を有していた。ホームは荒い砂敷きであった。

## 利用状況
- 1981年度の1日乗降客数は8人[8]。

## 駅周辺
- 北海道道936号丹羽今金線
- 今金町立神丘小学校
- 後志利別川

## 駅跡
2010年（平成22年）時点でホーム跡が土盛りとして残り、ホームに植えられていた樹木も残っていた。また瀬棚寄りには25キロの速度制限表も残存していた。2011年（平成23年）時点でも同様であった。

## 隣の駅
日本国有鉄道
瀬棚線
今金駅 -　神丘駅 - 丹羽駅